# Cynthia Uwak
Cynthia Uwak, född 15 juli 1986 i delstaten Cross River i Nigeria, är en nigeriansk fotbollsspelare. Hon spelade för svenska Falköpings KIK i Allsvenskan 2007. 

## Landslag
Cynthia har även spelat i Nigerias landslag, och deltog i VM 2007. I VM kvitterade hon till 1-1 i matchen mot Sverige 11 september 2007, vilket blev slutresultatet.

## Meriter
Cynthia Uwak utsågs till Afrikas bästa kvinnliga fotbollsspelare 2006.